# Mala Powers
Mala Powers (20 de diciembre de 1931 – 11 de junio de 2007) fue una actriz cinematográfica y televisiva de nacionalidad estadounidense.

## Biografía

### Inicios
Su verdadero nombre era Mary Ellen Powers, y nació en San Francisco, California, siendo su padre un ejecutivo de United Press y su madre pastor. En 1940, su familia se mudó a Los Ángeles. 
En el verano de su mudanza, Powers estudió en la Max Reinhardt Junior Workshop, donde hizo su primer papel en una obra representada ante el público. Continuó con su formación dramática, y un año después consiguió un papel en el film de 1942 de los Little Tough Guys Tough as They Come.
A los 16 años de edad, Powers empezó a trabajar en la radio, actuando en dramas radiofónicos como Cisco Kid, Lux Radio Theatre y Screen Guild on the Air, antes de dedicarse plenamente al cine. En el último de ellos conoció a la actriz y directora Ida Lupino, que le dio más adelante un papel protagonista en una película dirigida por ella, el drama Outrage (1950).

### Cine
Las primeras actuaciones cinematográficas de Powers, aparte de la de 1942, llegaron en 1950 con Outrage y Edge of Doom. Ese mismo año, Stanley Kramer contrató a Powers para trabajar junto a José Ferrer con el que sería su papel más recordado, el de Roxane en Cyrano de Bergerac. Ella fue nominada al Globo de Oro a la nueva estrella del año-Actriz por su actuación.

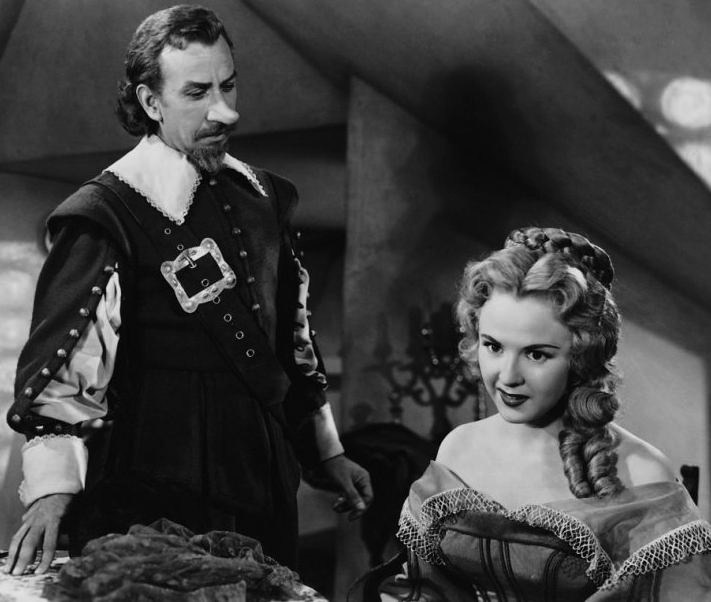
Con José Ferrer en Cyrano de Bergerac (1950)

Mientras actuaba para la USO en una gira de entretenimiento para la tropa en Corea en 1951, ella adquirió una enfermedad sanguínea que hizo peligrar su vida. Fue tratada con cloranfenicol, pero una severa reacción alérgica hizo que perdiera parte de su médula ósea. Powers necesitó nueve meses para recuperarse.
Powers empezó a trabajar de nuevo en 1952, incluyendo un primer papel en Rose of Cimarron (1952), y papeles coprotagonistas en City Beneath the Sea (1953) y City That Never Sleeps (1953), aunque seguía tomando medicación.
Una vez recuperada, actuó en Bengazi (1955) y en westerns de serie B como Rage at Dawn (1955), The Storm Rider (1957) y Sierra Baron (1958). En esa época también participó en películas de ciencia ficción, entre ellas The Unknown Terror (1957), The Colossus of New York (1958), Flight of the Lost Balloon (1961), y Doomsday Machine (1972). Además, tuvo papeles de importancia en Tammy and the Bachelor (1957) y Daddy's Gone A-Hunting (1969).
En 1957 tuvo otra actuación destacada, en el film Man on the Prowl, en el cual trabajó con James Best, Ted de Corsia y Vivi Janiss.

### Televisión
Powers actuó en más de un centenar de episodios de diferentes shows televisivos, entre ellos Appointment with Adventure, Crossroads, The Restless Gun, Bourbon Street Beat, The Rebel, Maverick (en un episodio titulado "Dutchman's Gold" actuó con Roger Moore), The Everglades, Bonanza, Misión: Imposible, Bewitched, The Wild Wild West, The Silent Force, Cheyenne y Randall, el justiciero.
Entre sus destacadas actuaciones televisivas figura su papel de una leprosa, Loretta Opel, en el episodio "A Woman's Place" (1962), perteneciente a la serie de la CBS Rawhide. Tuvo varias interpretaciones en el show de la CBS Perry Mason, siendo la más importante su abogada defensora Susan Brent, amiga de Della Street (Barbara Hale) en la entrega de 1962 "The Case of the Weary Watchdog".
Tuvo también un papel recurrente, el de Mona Williams, en la sitcom Hazel, en la cual interpretó diez episodios entre 1965 y 1966.
En 1971, Powers fue elegida, junto con Mike Farrell y June Lockhart, para actuar con Anthony Quinn en el primero de los quince episodios de la serie de la NBC The Man and the City.

### Otras actividades
Powers fue la narradora de Follow the Star, un álbum navideño lanzado por RCA Records.
Además de actuar, también se dedicó a la narrativa, escribiendo con éxito algunas narraciones infantiles, como Follow the Star, Follow the Year y Dial a Story. También revisó y editó dos libros de Enid Blyton tras la muerte de la escritora.

### Técnica de actuación de Mijaíl Chéjov
Encontrándose en Hollywood, Mala Powers se formó durante años directamente bajo la dirección de Mijaíl Chéjov, con sesiones privadas y en grupos. En ese tiempo Mala y Michael hicieron amistad, y tras la muerte de él, ella fue responsable de la herencia de Chéjov. Se responsabilizó de continuar con el desarrollo y la publicidad de la Técnica Chéjov por Estados Unidos y el resto del mundo. La actriz también fue responsable de la publicación de los libros de Chéjov On the Technique of Acting, To the Actor, y The Path of the Actor. Además, publicó series en audio del maestro, "On Theatre and the Art of Acting", a las cuales ella añadió una guía de estudio de 60 páginas. Junto a Gregory Peck narró un documental sobre Chéjov titulado "From Russia To Hollywood", el cual fue coproducido por Lisa Dalton.
Entre 1993 y 2006, Mala enseñó la Técnica Chéjov en el programa estival de interpretación de la Universidad del Sur de Maine. Durante esa época Mala Powers cofundó la National Michael Chekhov Association (NMCA) con los colegas y profesores Wil Kilroy y Lisa Dalton.

### Vida personal
En 1954 se casó con el agente inmobiliario Monte Vanton, divorciándose la pareja en 1962; tuvieron el 31 de agosto de 1957 un hijo, Toren Vanton, que sobrevivió a su madre. Powers volvió a casarse en 1970, con M. Hughes Miller, un editor de libros con el que vivió en Toluca Lake, y que falleció en 1989.
Powers falleció a causa de una leucemia el 11 de junio de 2007 en el Providence St. Joseph Medical Center de Burbank, California. Fue enterrada en el Cementerio Forest Lawn Memorial Park, en Glendale (California).
Ella era patrocinadora del Michael Chekhov Studio de Londres, y recibió una estrella en el Paseo de la Fama de Hollywood, en el 6360 de Hollywood Boulevard, por su trabajo televisivo.

## Filmografía

### Cine
- Tough As They Come, de William Nigh (1942)
- Edge of Doom, de Mark Robson (1950)
- Outrage, de Ida Lupino (1950)
- Cyrano de Bergerac, de Michael Gordon (1950)
- Rose of Cimarron, de Harry Keller (1952)
- City Beneath the Sea, de Budd Boetticher (1953)
- City That Never Sleeps, de John H. Auer (1953)
- Geraldine, de R.G. Springsteen (1953)
- The Yellow Mountain, de Jesse Hibbs (1954)
- Rage at Dawn, de Tim Whelan (1955)
- Bengazi, de John Brahm (1955)
- The Storm Raider, de Edward Bernds (1957)
- Tammy and the Bachelor, de Joseph Pevney (1957)
- The Unknown Terror, de Charles Marquis Warren (1957)
- Death in Small Doses, de Joseph M. Newman (1957)
- Man on the Prowl, de Art Napoleon (1957)
- The Colossus of New York, de Eugène Lourié (1958)
- Sierra Baron, de James B. Clark (1958)
- Fear No More, de Bernard Wiesen (1961)
- Flight of the Lost Balloon, de Nathan Juran (1961)
- Rogue's Gallery, de Leonard Horn (1968)
- Daddy's Gone A-Hunting, de Mark Robson (1969)
- Doomsday Machine, de Harry Hope y Lee Sholem (1972)
- Allá donde muere el viento, de Fernando Siro (1976)
- Seis pasajes al infierno, de Fernando Siro (1982)
- Hitters, de Eric Weston (2002)
- The Connextion, de Jonathan Phillips (2005)

### Televisión
- Studio 57: episodio 1.16 (1955)
- Appointment with Adventure: episodio 1.1 (1955)
- Celebrity Playhouse: episodio 1.14 (1955)
- The Ford Television Theatre: episodios 4.2 (1955) y 4.26 (1956)
- On Trial: episodio 1.11 (1956)
- Crossroads: episodio 2.25 (1957)
- Dick Powell's Zane Grey Theater: episodio 1.26 (1957)
- Undercurrent (1957)
- Matinee Theatre: episodio 3.33 (1957)
- Wagon Train: episodio 1.34 (1958)
- Randall, el justiciero: episodio 1.10 (1958)
- The Restless Gun: episodios 2.10 (1958) y 2.17 (1959)
- Bonanza: episodio 1.8 (1959)
- Bourbon Street Beat: episodio 1.11 (1959)
- Tombstone Territory: episodio 1.8 (1960)
- The Rebel: episodio 1.22 (1960)
- Bronco: episodio 2.15 (1960)
- Sugarfoot: episodio 3.16 (1960)
- The Man and the Challenge: episodio 1.33 (1960)
- Lock Up: episodio 2.8 (1960)
- Maverick: episodio 4.19 (1961)
- Surfside 6: episodio 1.24 (1961)
- Disneyland: episodios 7.7 (1960), 7.8 (1960), 7.19 (1961) y 7.20 (1961)
- General Electric Theater: episodio 9.25 (1961)
- Lawman: episodio 3.35 (1961)
- Cheyenne: episodios 4.12 (1960) y 6.2 (1961)
- The Bob Cummings Show: episodio 1.2 (1961)
- Thriller: episodio 2.25 (1962)
- Everglades: episodios 1.18 (1962) y 1.24 (1962)
- 77 Sunset Strip: episodio 4.28 (1962)
- Rawhide: episodio 4.25 (1962)
- The Gallant Men: episodio 1.10 (1962)
- Intriga en Hawái: episodios 1.26 (1960), 3.26 (1962), 4.14 (1963) y 4.15 (1963)
- The Wide Country: episodio 1.19 (1963)
- Dr. Kildare: episodio 3.15 (1964)
- Arrest & Trial: episodio 1.29 (1964)
- The Crisis: episodio 1.22 (1964)
- El agente de CIPOL: episodio 2.11 (1965)
- Perry Mason: episodios 2.27 (1959), 3.20 (1960), 6.9 (1962), 7.20 (1964) y 9.20 (1966)
- Hazel (1965-1966) – 10 episodios
- The Wild Wild West: episodio 2.4 (1966)
- Jericho: episodio 1.12 (1966)
- Misión: Imposible: episodio 1.16 (1967)
- Daniel Boone: episodio 3.20 (1967)
- Gentle Ben: episodio 1.1 (1967)
- Bewitched: episodios 4.6 (1967) y 5.13 (1968)
- Here Come the Brides: episodio 2.11 (1969)
- Ironside: episodio 4.4 (1970)
- The Silent Force: episodio 1.7 (1970)
- The Man and the City: episodio 1.1 (1971)
- The Fisher Family (1972)
- Switch: episodio 2.16 (1977)
- Los ángeles de Charlie: episodio 2.24 (1978)
- Murder, She Wrote: episodio 7.4 (1990)

## Actuaciones en la radio
| Año  | Programa             | Episodio            |
| ---- | -------------------- | ------------------- |
| 1952 | Stars over Hollywood | Command Performance |